# Revelando secretos
Revelando secretos es el tercer álbum de estudio del músico argentino Fabián Gallardo, lanzado en 1992 por el sello Warner Music Argentina. Significó un importante salto a la popularidad gracias a la canción «Esperando por ti», que obtuvo una amplia difusión en las radios.

## Historia
Revelando secretos fue grabado entre marzo y abril de 1992, y fue publicado por Warner Music Argentina a fines de ese año. Gallardo consigue una amplia repercusión gracias al éxito de «Esperando por ti», el primer sencillo del álbum.
Esta tercera placa del músico rosarino gozó del boom desatado por su coterráneo Fito Páez con El amor después del amor, lo que contribuyó a incrementar su difusión. En esa época, Gallardo hacía doblete, porque mientras ofrecía conciertos como miembro de la banda de Páez, también presentaba su disco solista. 
El éxito de «Esperando por tí» fue tal que las hinchadas de fútbol de la Argentina adoptaron su melodía para alentar a los equipos. "Para mí eso fue casi el sueño del pibe", comentó Gallardo. "Me acuerdo mucho de cuando la vi por primera vez en un programa de TyC Sports que se llamaba El Aguante. Ahí tenían un ranking de canciones que cantaban las diferentes hinchadas en las tribunas y de pronto apareció mi canción. Fue maravilloso escucharla por primera vez".
En una publicación en Facebook, Gallardo recordó la grabación del tema «Todo lo que fue»: "El portugués Da Silva grabándonos en ION. Cinta de 24 canales. No había Autotune, ni cortar y pegar, ni pantallas llenas de colores. Un tema bastante triste, pero que por suerte no hablaba de mí. Una separación, media novelera, pero así salió. El tipo se había dejado unos libros. Tal vez para volver alguna vez a buscarlos. Viejo truco...".

## Lista de canciones
Todos los temas compuestos por Fabián Gallardo excepto donde se indica.

| N.º   | Título                  | Letras                     | Duración |  |
| 1.    | «Esperando por ti»      |                            | 3:33     |  |
| 2.    | «Dos destinos»          | Ariel Pozzo                | 2:44     |  |
| 3.    | «Después de la lluvia»  | Fito Páez, Fabián Gallardo | 3:23     |  |
| 4.    | «El piso tres»          |                            | 2:38     |  |
| 5.    | «Ella duerme sin mí»    |                            | 3:09     |  |
| 6.    | «Revelando secretos»    |                            | 3:22     |  |
| 7.    | «Nada más que el cielo» |                            | 2:17     |  |
| 8.    | «Ella y yo»             |                            | 2:48     |  |
| 9.    | «Jugo de piedra»        |                            | 3:19     |  |
| 10.   | «Todo lo que fue»       |                            | 3:13     |  |
| 11.   | «Temprano para morir»   |                            | 3:33     |  |
| 12.   | «Una de amor»           |                            | 3:03     |  |
| 13.   | «Otro tren se va»       | Fito Páez, Fabián Gallardo | 4:12     |  |
| 14.   | «Besos en la ruta»      |                            | 3:16     |  |
| 44:40 |                         |                            |          |  |

## Músicos
- Fabián Gallardo: Guitarras, teclados, piano acústico, programación rítmica, coros y voz,
- Guillermo Vadalá: Bajo.
- Ariel Pozzo: Guitarras y coros.
- Daniel Colombres: Batería.
- Coki Debernardi: Coros y voz en «Besos en la ruta».
- Celsa Mel Gowland: Coros.
- Sandra Baylac: Coros.
- Pablo Rodríguez: Saxo.
- Bebe Ferreyra: Trombón.
- Miguel Ángel Tallarita: Trompeta.
- Marta Bello: Voz en francés.[4]

## Ficha técnica
- Producción: Fabián Gallardo.
- Grabado y mezclado entre marzo y abril de 1992 en los estudios ION, Buenos Aires, Argentina.
- Masterizado en Bernie Grundman Studios, Los Ángeles, California, Estados Unidos.
- Técnicos de grabación y mezcla. Jorge Da Silva y Osvel Costa. Mezcla: Fabián Gallardo y Ariel Pozzo.